# Prințesa Luisa a celor Două Sicilii
Luisa a celor Două Sicilii (27 iulie 1773 - 19 septembrie 1802) a fost Prințesă a celor Două Sicilii și soția celui de-al 3-lea Mare Duce de Toscana, Ferdinand.

## Biografie

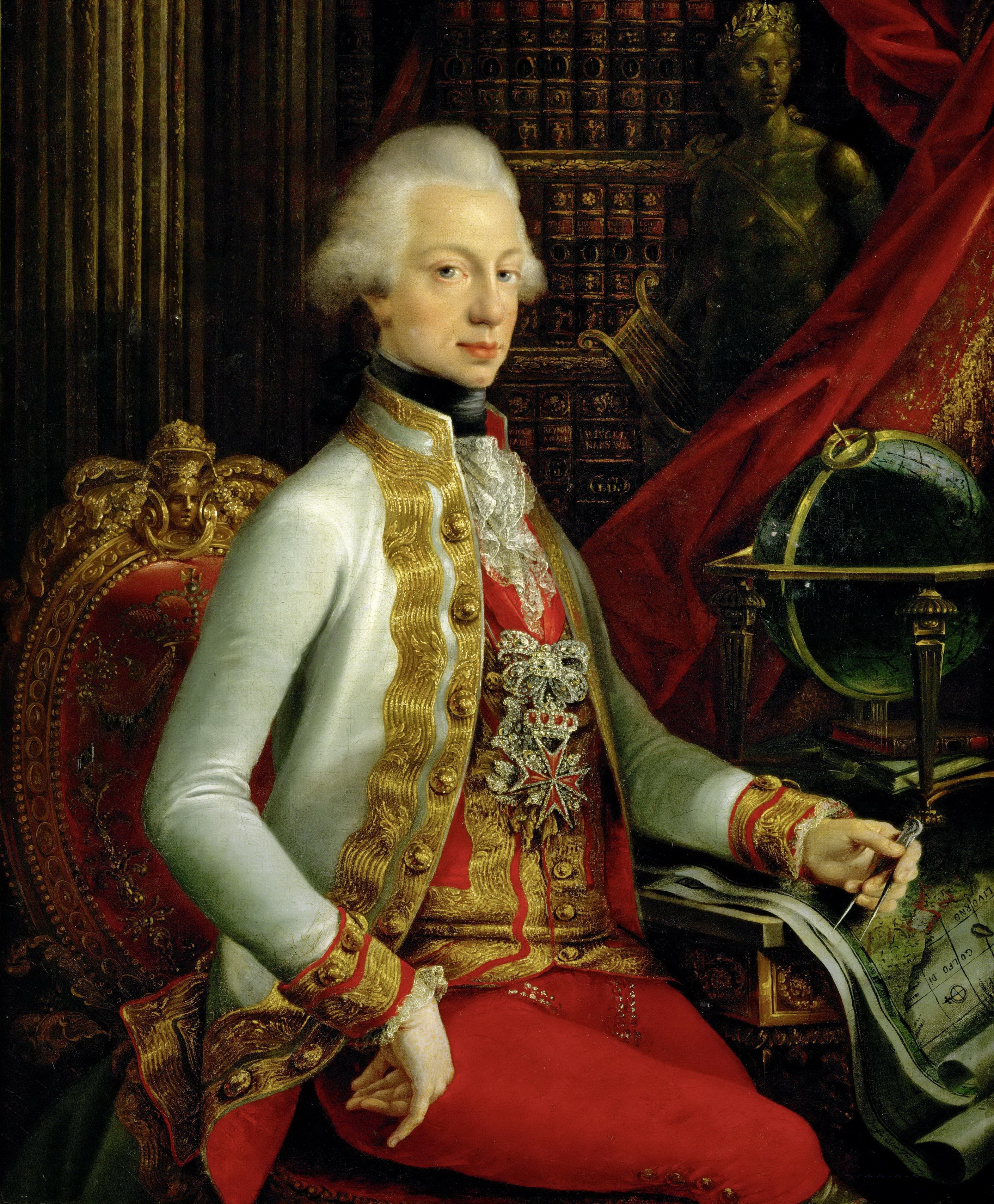
Soțul ei Ferdinand

Luisa Maria Amelia Teresa di Napoli e Sicilia s-a născut la Palatul Regal din Neapole. Tatăl ei era viitorul rege Ferdinand I al celor Două Sicilii iar mama, născută Arhiducesa Maria Carolina de Austria, era sora Mariei Antoneta. Bunicii paterni erau Carol al III-lea al Spaniei și soția lui saxonă Maria Amalia; bunicii materni erau Francisc I, Împărat romano-german și Maria Tereza a Austriei. A fost unul din cei optsprezece copii, din care au supraviețuit șapte.
La 15 august 1790, s-a căsătorit cu vărul ei primar, Arhiducele Ferdinand de Austria. Ceremonia de nuntă a avut loc la Florența, capitala Marelui Ducat al Toscanei pe care soțul ei începuse să-l conducă încă de la începutul anului. Soțul ei a condus Marele Ducat până în 1801, când prin Tratatul de la Aranjuez, a fost forțat de Napoleon să facă loc Regatului Etruriei.
Cuplul a plecat în exil la Viena, capitala Imperiului austriac care era condus de fratele mai mare al Arhiducelui, Francisc al II-lea. 
Maria Luisa a murit la naștere anul următor, la Palatul Imperial Hofburg din Viena; prințesa a fost înmormântată în cripta imperială. Soțul ei a mai trăit 23 de ani iar în 1814 și-a recuperat titlul de Toscana după ce acesta a fost deținut de Elisa Bonaparte. S-a recăsătorit la 6 mai 1821 cu Prințesa Maria Ferdinanda a Saxoniei.